# AK-10x
 (février 2012).

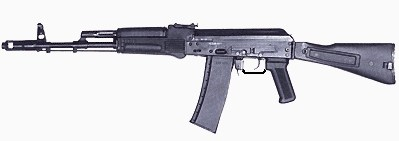
Fusil d'assaut AK-101.

Les fusils d'assaut de la série AK-10X sont des versions modernisées des AK-74M et 
AKS-74U. La teinte intégralement noire de cette gamme lui vaut le surnom de « Black Kalashnikov ».

## Présentation

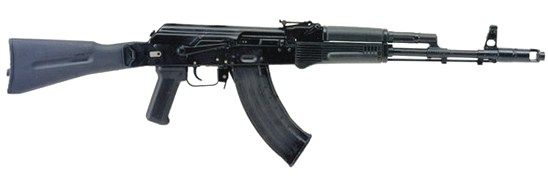
AK-103.

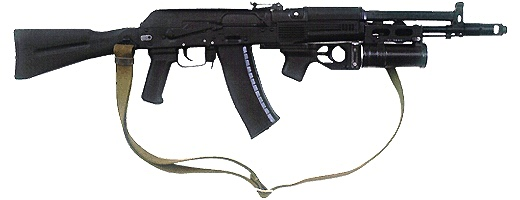
AK-107 avec un lance-grenade intégré GP-30.

Au moment de l'effondrement de l'Union soviétique au début des années 1990, l'Armée rouge envisageait de remplacer la famille des fusils Kalachnikov par une arme nouvelle, le Nikonov AN-94. Mais il semble que son coût et sa complexité contraignirent à le réserver aux unités d'élite. 
Une nouvelle version de l'AK-74, l'AK-74M, est adoptée en 1991 et devient le fusil standard de l'armée soviétique. Ce dérivé est peu différent des premiers AK-74, mais sa crosse plastique est repliable sur le côté gauche, où se trouve un rail de montage de lunette de visée. Sa finition est noire, tant au niveau des plastiques que du métal traité par phosphatage.
Pour l'exportation, la firme Izhmash (IZH), issue de l'ancienne usine d'État no 100 d'Ijevsk, crée à partir de l'AK-74M une gamme de modèles utilisant les munitions les plus communes du marché, disponibles avec deux longueurs de canons (415 et 314 mm). On trouve ainsi les AK-101 et 102 en 5,56 × 45 mm OTAN, les AK-103 et 104 en 7,62 × 39 mm et les AK-74M et AK-105 en 5,45 × 39 mm. Deux nouvelles armes complètent l'ensemble, l'AK-107 et l'AK-108, respectivement en 5,45 et 5,56 mm, qui disposent d'un deuxième piston déplaçant une masselotte destinée à compenser le déplacement de masse vers l'arrière qui, malgré les compensateurs, a toujours causé une élévation du canon durant le tir, jugée trop accusée.

## Fiche technique
- Mécanisme : Emprunt de gaz, tir semi-automatique, tir automatique.
- Visée : hausse réglable, guidon sous tunelle. En option lunette infrarouge ou point rouge.
- Garnitures : polymère.
- Cadence de tir théorique : 600 coups par minute sauf AK-107 (850 c/min) et AK-108 (900 c/min).

| Modèle | Munition          | Emploi                 | Longueur mini/maxi | Canon   | Masse à vide | Chargeur      |
| ------ | ----------------- | ---------------------- | ------------------ | ------- | ------------ | ------------- |
| AK-101 | 5,56 × 45 mm OTAN | Fusil d’assaut         | 70/94,3 cm         | 41,5 cm | 3,5 kg       | 30 cartouches |
| AK-102 | 5,56 × 45 mm OTAN | Fusil d’assaut compact | 58,6/82,4 cm       | 31,4    | 3,1 kg       | 30 cartouches |
| AK-103 | 7,62 mm M43       | Fusil d’assaut         | 70/94,3 cm         | 41,5 cm | 3,5 kg       | 30 cartouches |
| AK-104 | 7,62 mm M43       | Fusil d’assaut compact | 58,6/82,4 cm       | 31,4    | 3,1 kg       | 30 cartouches |
| AK-74M | 5,45 mm M74       | Fusil d’assaut         | 70/94,3 cm         | 41,5 cm | 3,5 kg       | 30 cartouches |
| AK-105 | 5,45 mm M74       | Fusil d’assaut compact | 58,6/82,4 cm       | 31,4 cm | 3,1 kg       | 30 cartouches |
| AK-107 | 5,45 × 39 mm M74  | Fusil d'assaut         | 94,3 cm            | 41,5 cm | 3,45 kg      | 30 cartouches |
| AK-108 | 5,56 × 45 mm OTAN | Fusil d'assaut         | 94,3 cm            | 41,5 cm | 3,45 kg      | 30 cartouches |

## Versions
- AK101 calibre 5,56 OTAN (5,56 × 45 mm), canon de 415 mm de longueur, finition phosphore noir, crosse plastique pliante (fibre de verre et polyamide)
- AK102 calibre 5,56 OTAN (5,56 × 45 mm), canon de 314 mm de longueur, finition phosphore noir, crosse plastique pliante (fibre de verre et polyamide)
- AK103 calibre 7,62 × 39 mm, canon de 415 mm de longueur, finition phosphore noir, crosse plastique pliante (fibre de verre et polyamide)
- AK104 calibre 7,62 × 39 mm, canon de 314 mm de longueur, finition phosphore noir, crosse plastique pliante (fibre de verre et polyamide)
- AK74M calibre 5,45 × 39 mm, canon de 415 mm de longueur, finition phosphore noir, crosse plastique pliante (fibre de verre et polyamide)
- AK105 calibre 5,45 × 39 mm, canon de 314 mm de longueur, finition phosphore noir, crosse plastique pliante (fibre de verre et polyamide)
- AK107 calibre 5,45 × 39 mm, canon de 415 mm de longueur, finition phosphore noir, crosse plastique pliante (fibre de verre et polyamide)
- AK108 calibre 5,56 × 45 mm OTAN, canon de 415 mm de longueur, finition phosphore noir, crosse plastique pliante (fibre de verre et polyamide)
- RPKM: RPK ou RPK-74 modernisée (plastique noir et métal).
- AKS-74U modernisée (plastique noir et métal).
- AKM: AKM-59 modernisée (plastique noir et métal, parfois appelée AK-47 Tactical).

## Utilisateurs
AK101 :
- Algérie
- Chypre
- Inde
- Indonésie
- Liban
- Malaisie
- Pakistan
- Singapour
- Somalie
- Thaïlande
- Uruguay
- Venezuela

AK102 :
- Indonésie[1]
- Singapour

AK103 :
- Algérie
- Arabie saoudite
- Liban
- Libye
- Iran
- Syrie
- Venezuela

### Sources
Cet article est issu de la lecture des revues spécialisées de langue française suivantes :
- Cibles ;
- AMI/ArMI/Fire ;
- Gazette des armes ;
- Action Guns ;
- Raids, notamment Hors-séries no 26 & 28 ;
- Assaut.